# Сандомирский уезд
Сандомирский уезд — административная единица в составе Радомской губернии Российской империи, существовавшая c 1837 года по 1919 год. Административный центр — город Сандомир.

## История
Уезд образован в 1837 году в составе Сандомирской губернии. В 1844 году уезд вошёл в состав Радомской губернии Российской империи. В 1919 году преобразован в Сандомирский повят Келецкого воеводства Польши.

## Население
По переписи 1897 года, население уезда составляло 100 194 человека, в том числе в городе Сандомир — 6556 жителей, в безуездном городе Сташев — 8724 жителя.

### Национальный состав
Национальный состав по переписи 1897 года:
- поляки — 80 794 чел. (80,6 %),
- евреи — 16 735 чел. (16,7 %),
- русские — 1327 чел. (1,3 %),

## Административное деление
В 1913 году в состав уезда входило 15 гмин:
| - Вильчице — д. Вильчице, - Виснева — д. Виснева, - Гурки — д. Юрковице, - Двикозы — д. Двикозы, - Завихость — пос. Завихость, - Климонтов — пос. Климонтов, - Копрживница — пос. Цегельня, - Липник — д. Липник, | - Лониов — д. Лониов, - Образов — д. Образов, - Осек — пос. Осек, - Боланец — пос. Боланец, - Рытвяны — д. Рытвяны, - Самборжец — д. Самборжец, - Турско — д. Стружки. |